# Grand prix de poésie de la SGDL
Pour les articles homonymes, voir Grand prix de poésie.
 (décembre 2023).
Si vous disposez d'ouvrages ou d'articles de référence ou si vous connaissez des sites web de qualité traitant du thème abordé ici, merci de compléter l'article en donnant les références utiles à sa vérifiabilité et en les liant à la section « Notes et références ».
Le grand prix de poésie de la SGDL est un prix littéraire créé par la Société des gens de lettres en 1983 afin de récompenser un auteur pour l’ensemble de son œuvre. Ce prix est remis au lauréat lors de la session de printemps de la société.

## Historique
De 1983 à 2007 le prix est attribué pour l'ensemble de l'œuvre, sans être nécessairement lié à une publication. Il est doté d'une somme de 7 500 €.
De 2008 à 2016, le grand prix SGDL de poésie récompense l’ensemble de l’œuvre d’un poète, à l’occasion de la publication d’un recueil. 
Créé en 2017, le grand prix SGDL de poésie pour un recueil, doté de 4 000 € est attribué à un poète confirmé, français ou francophone ayant déjà publié plusieurs recueils.

## Liste des lauréats

### Récompensés pour l'ensemble de l'œuvre sans publication nécessaire
De 1983 à 2007
- 1983 : Bernard Noël
- 1984 : Géo Norge
- 1985 : Rouben Mélik (automne 84)
- 1986 : Edmond Humeau (automne 85)
- 1987 : Claude Vigée
- 1988 : Jacques Réda
- 1989 : André Frénaud
- 1990 : Andrée Chedid
- 1991 : Jean-Claude Renard
- 1992 : Pierre Oster
- 1993 : Vénus Khoury-Ghata
- 1994 : Marc Alyn
- 1995 : Jean-Clarence Lambert
- 1996 : Alain Bosquet
- 1997 : Claude Esteban
- 1998 : Philippe Jaccottet
- 1999 : Guy Goffette et Jean Rousselot
- 2000 : Michel Deguy
- 2001 : Lionel Ray
- 2002 : Richard Rognet
- 2003 : Frédéric Jacques Temple
- 2004 : Werner Lambersy
- 2005 : Franck André Jamme
- 2006 : William Cliff
- 2007 : Jean Métellus

### Récompensés pour l'ensemble de l'œuvre à l'occasion d'une publication
De 2008 à 2016
- 2008 : Abdelkébir Khatibi, Poésie de l'aimance (La Différence)
- 2009 : Jean Orizet, Le Regard et l'énigme, œuvre poétique 1958-2008 (Le Cherche midi)
- 2010 : Philippe Delaveau, Le Veilleur amoureux, (Gallimard)
- 2011 : Max Pons, Vers le silence (La Barbacane)
- 2012 : Charles Dobzynski, La Mort à vif (L'Amourier), Je est un juif, roman (Orizons)
- 2013 : Patrick Laupin, Œuvres poétiques, 2 tomes (Éditions La Rumeur libre)
- 2014 : Robert Nédélec, Quatre-vingts entames en nu (Éditions Jacques Brémond)
- 2015 : Paul Farellier, L'Entretien devant la nuit, Poèmes 1968-2013 (Les Hommes sans Épaules éditions)
- 2016 : Michel Butor, Ruines d'Avenir, un livre tapisserie (Actes Sud/Ville d'Angers)

### Récompensés pour un recueil
De 2017 à 2024
- 2017 : Serge Pey, Venger les mots (Éditions Bruno Doucey)
- 2018 : Anthony Phelps, Au souffle du vent-poupée (Éditions Bruno Doucey)
- 2019 : Olivier Domerg, La Somme de ce que nous sommes (Lanskine)
- 2020 : Carles Diaz, Sus la talvera / En Marge (Abordo)
- 2021 : Linda Maria Baros, La Nageuse désossée (Le Castor Astral)
- 2022 : Ludovic Bernhardt, Réacteur 3 [Fukushima] (Lanskine)
- 2023 : Jean-Michel Espitallier, Tueurs (Inculte)
- 2024 : Gérard Cartier, Le Voyage intérieur (Flammarion)